# Malcolm David Kelley
Malcolm David Kelley (født 12. maj 1992) er en amerikansk skuespiller, der blandt andet medvirkede i You Got Served og i American Broadcasting Companys Lost som Walt Lloyd.
Udover skuespilkarrieren udgør han havldelen af pop-duoen MKTO.